# Ces crimes qui ont choqué le monde
Ces crimes qui ont choqué le monde est une émission de télévision consacrée aux tueurs en série ou criminels multirécidivistes. Elle est traduite de Crimes That Shook the World produite à partir du 29 septembre 2006.
Les épisodes de la troisième saison sont traduits de Ces crimes qui ont choqué la Grande-Bretagne (en).
Les épisodes de la quatrième saison sont traduits de Ces crimes qui ont choqué l'Australie (en).
Au Québec, l'émission est diffusée sur Investigation. En France, elle est diffusée sur RMC Découverte et sur Numéro 23.
Un reportage est constitué de reconstitutions, de témoignages et d'images d'archive.

## Liste des épisodes
Des informations sont mentionnées dans la colonne « Détails et informations supplémentaires », sauf si l'article correspondant existe.

### Première saison:2006
| Titres de l'épisode                | Détails et informations supplémentaires          |
| ---------------------------------- | ------------------------------------------------ |
| Fred et Rosemary West              |                                                  |
| BTK, l’histoire d’un serial killer |                                                  |
| Le tueur de la rivière verte       |                                                  |
| L’étrangleur de Vienne             |                                                  |
| Meurtres en auto-stop              | Distribution : Henry Hereford (en) : Paul Onions |
| L’étrangleur de Phoenix            |                                                  |

### Deuxième saison:2009
| Titres de l'épisode                 | Détails et informations supplémentaires |
| ----------------------------------- | --- |
| L'ange de la mort                   | |
| Arthur Shawcross                    | |
| Marc Dutroux le monstre de Belgique | |
| Des corps dans les tonneaux (en)    | Adelaide (Australie) d'août 1992 à mai 1999 John Bunting, Robert Wagner, James Vlassakis et Mark Haydon séquestrent, torturent, tuent et dépècent onze personnes. Ils enterrent les corps ou les dissimulent à Snowtown (en) dans le coffre-fort d'une banque abandonnée, dans des barils en plastique remplis d'acide. Les « meurtres de Snowtown » ou les « meurtres des corps en barils ». |
| L'étrangleur de Suffolk (en)        | Ipswich (Angleterre) Steve Wright tue 5 prostituées du 30 octobre au 10 décembre 2006. |
| Le tueur à l'échiquier              | |
| L'étrangleur à la cravate           | |
| Le meurtre de Lucie Blackman        | |
| L'éventreur du Yorkshire            | |
| Le monstre de Florence              | |

### Troisième saison (Spécial Grande-Bretagne)
| Titres de l'épisode                       | Détails et informations supplémentaires |
| ----------------------------------------- | --- |
| Les meurtres de la lande                  | |
| Rose West                                 | |
| Les empoisonnements de Stepping Hill (en) | Stockport (Angleterre), juillet 2011, hôpital de Stepping Hill, plusieurs personnes meurent empoisonnées à l'insuline. |
| Le meurtre de Gemma McCluskie (en)        | Londres, 1er mars 2012, Gemma McCluskie, 29 ans, actrice de télévision, est tuée par son frère Tony. |
| Ann Maguire (en)                          | Leeds (Angleterre), 28 avril 2014, établissement scolaire catholique de Corpus Christi, Ann Maguire, 61 ans, professeure d'espagnol est poignardée en cours par un élève William « Will » Cornick, 15 ans. |
| Lee Rigby                                 | |
| Dale Cregan (en)                          | Droylsden (en) (Angleterre) 25 mai 2012 à Mark Short 23 ans est abattu dans le pub « Cotton Tree » par Dale Cregan délinquant concurrent. Clayton (en) 10 août il abat David Short 46 ans père de Mark et jette une grenade sur son cadavre. Mottram in Longdendale (en) 18 septembre il abat Nicola Hughes 23 ans et Fiona Bone 32 ans policières envoyées pour un cambriolage fictif qu'il a signalé par téléphone à la police. |
| Clare Wood                                | Salford (Angleterre), février 2009, Clare Wood 36 ans est tué par son compagnon George Appleton. Il se suicide six jours plus tard. |
| L'attaque de Manchester                   | |
| Angus Sinclair (en)                       | Édimbourg (Écosse), octobre 1977, Christine Eadie 17 ans et Helen Scott 17 ans, sont tuées par Angus Sinclair violeur en série. |
| Le tueur au GHB (en)                      | En Angleterre, de 2014 à 2015, quatre hommes sont violés et tués par Stephen Port. |
| Joanna Dennehy (en)                       | Peterborough (Angleterre) en mars 2013, Joanna Dennehy poignarde trois hommes. |
| John Sweeney                              | En 1990 Melissa Halstead 33 ans est tuée et dépecée par son compagnon John Sweeney. En 1994 il tente de tuer sa compagne Delia Balmer. En 2000 il tue et dépèce Paula Fields 31 ans. |
| Les Philpott (en)                         | Osmaston (en) (Angleterre), mai 2012, Mick Philpott polygame, tue 6 de ses 17 enfants. |
| Peter Tobin (en)                          | En Angleterre, du 10 février 1991 au 26 septembre 2006, Peter Tobin tue trois femmes. |
| Jimmy Savile                              | |
| Steve Wright (en)                         | Ipswich (Angleterre) du 30 octobre au 10 décembre 2006 Steve Wright tue 5 prostituées. |
| Rochdale : le réseau infernal             | |
| Rolf Harris                               | |
| April Jones (en)                          | Machynlleth (Pays de Galles), 2012 April Jones 5 ans est enlevée par Mark Bridger. À ce jour, son corps n'a pas été retrouvé. |
| Suzy Lamplugh                             | |
| Le naufrage du Marchioness (en)           | Londres 20 août 1989 sur la Tamise 51 personnes sont tuées lors du naufrage du bateau-mouche Marchioness épronné par le dragueur Bowbelle. |
| Émeute fatale (en)                        | Tottenham (Angleterre) 6 octobre 1985 Keith Blakelock policier est poignardé lors d'une émeute. |

### Quatrième saison (Spécial Australie)
| Titres de l'épisode                   | Détails et informations supplémentaires |
| ------------------------------------- | --- |
| L'affaire Ebony Simpson (en)          | Bargo (Nouvelle-Galles du Sud) 19 août 1992 Ebony Simpson 9 ans est enlevée violée étranglée ligotée et jetée dans une rivière par Andrew Peter Garforth. |
| Peter Dupas                           | |
| Derek Percy (en)                      | Dans les années 1960, Derek Percy tue neuf enfants. |
| Les tueurs de Snowtown (en)           | Adelaide (Australie-Méridionale) d'août 1992 à mai 1999 John Bunting, Robert Wagner, James Vlassakis et Mark Haydon séquestrent, torturent, tuent et dépècent onze personnes. Ils enterrent les corps ou les dissimulent à Snowtown (en) dans le coffre-fort d'une banque abandonnée, dans des barils en plastique remplis d'acide. Les « meurtres de Snowtown » ou les « meurtres des corps en barils ». |
| Le meurtre des lycéennes de Bega (en) | Bega (Nouvelle-Galles du Sud) 6 octobre 1997 Lauren Margaret Barry 14 ans et Nichole Emma Collins 16 ans sont enlevées, violées et égorgées par Lindsay Hoani Beckett et Leslie Alfred Camilleri. |
| Le massacre de Queen Street (en)      | Melbourne (Victoria) 8 décembre 1987 au 191 Queen Street (en) Frank Vitkovic étudiant abat huit personnes, en blesse cinq autres et se suicide. |
| Héritage meurtrier                    | Forêt d'État de Belanglo (en) (Nouvelle-Galles du Sud) nuit du 20 novembre 2010 David Auchterlonie 17 ans est torturé et tué à coups ce hache par Matthew Milat, petit-neveu d'Ivan Milat. |
| Meurtre entre amis (en)               | Canberra 26 octobre 1997 Joe Cinque est empoisonné par sa compagne Anu Singh étudiante en droit. |
| Crime sans mobile                     | Neutral Bay (en) (Nouvelle-Galles du Sud) 8 septembre 2013 Morgan Huxley 31 ans est poignardé chez lui par Daniel Jack Kelsall cuisinier. |
| Affaires non résolues (en)            | Shepparton (Victoria) 10 février 1966 Garry Heywood 18 ans et Abina Madill 16 ans sont abattus par Raymond Edmunds. Abina est violée. Greensborough et Donvale (en) dans les années 1970 et 1980, Edmunds réalise une série de viols. Le « violeur de Donvale » « Monsieur le malodorant ». |
| La veuve noire                        | Juillet 1990 Carl Gottgens 51 ans ingénieur naval est tué par son ex-compagne Patricia Margaret Byers agente d'assurances. 1993 elle tente d'abattre son nouveau compagnon John Victor Asquith 58 ans. |
| La tuerie de Walsh Street (en)        | South Yarra (Victoria) 12 octobre 1988 Steven Tynan 22 ans et Damian Eyre 20 ans policiers en patrouille sont abattus par plusieurs hommes. |
| Mauvaise rencontre (en)               | Melbourne (Victoria) 22 septembre 2012 Gillian « Jill » Meagher 29 ans employée d'ABC est violée et étranglée par Adrian Ernest Bayley violeur multirécidiviste. |
| Jason Downie                          | Kapunda (Australie-Méridionale) 8 novembre 2010 Andrew Rowe et son épouse Rosemary Joy sont poignardés chez eux, leur fille Chantelle Marie 16 ans et violée et poignardée par Jason Alexander Downie. |
| La tragédie de Port Arthur            | |
| Katherine Mary Knight (en)            | Aberdeen (Nouvelle-Galles du Sud) en octobre 2001 John Charles Thomas Price est poignardé et dépecé par sa compagne Katherine Mary Knight. |

### Cinquième saison (Spécial Grande-Bretagne)
| Titres de l'épisode                                  | Détails et informations supplémentaires |
| ---------------------------------------------------- | --- |
| L'horreur derrière la porte (en)                     | Warrington (Angleterre), 10 août 2007, quartier Padgate (en) Garry Newlove directeur des ventes pour une entreprise de plastique est battu à mort sur le trottoir devant sa maison par une bande de jeunes alcoolisés. |
| Raoul Moat (en), la chasse à l'homme                 | Birtley (Angleterre), du 3 au 9 juillet 2010, Raoul « Moaty » Moat 37 ans abat Chris Brown nouveau compagnon de Samantha Stobbart son ex-compagne et la blesse. East Denton (en), il tire sur David Rathband un policier et le blesse gravement. Cartington, il se suicide quand il est cerné par la police. David Rathband finit par se suicider. |
| Stephen Lawrence, le meurtre qui a changé une nation | |
| Victoria Climbié (en)                                | Londres 25 février 2000 Victoria Adjo Climbié 8 ans est torturée et assassinée par sa grand-tante Marie-Thérèse Kouao et son compagnon Carl Manning. |
| Thomas Hamilton, tragédie au gymnase                 | |
| L'énigme Rachel Nickell                              | Wimbledon Common (Angleterre) 15 juillet 1992 Rachel Nickell (en) 23 ans est poignardée par Robert Napper. |
| Mark Dixie (en), l'alibi morbide                     | Croydon (Angleterre) 25 septembre 2005 Sally Anne Bowman (en) 18 ans coiffeuse mannequin chanteuse est mordue, poignardée et violée devant chez elle par Mark Dixie cuisinier. |
| Stephen Griffiths (en), le monstre de Crossbow       | Bradford (Angleterre), du 22 juin 2009 au 21 mai 2010 Stephen Griffiths tue trois prostituées. |
| Le meurtre de Rhys Jones (en)                        | Liverpool (Angleterre) 22 aout 2007 Rhys Jones 11 ans est abattu dans le dos par Sean Mercer. |
| David Copeland (en), le terroriste londonien         | Londres avril 1999, trois personnes sont tuées et 140 autres sont blessées par 3 bombes artisanales remplies de clous posées par David James Copeland fanatique néonazi. |
| Jill Dando, le prix du silence                       | |
| Jeremy Bamber (en), le massacre familial             | Tolleshunt D'Arcy (Angleterre) nuit du 6 au 7 aout 1985 Nevill et June Bamber, leur fille Sheila Caffell et ses fils jumeaux Daniel et Nicholas 6 ans sont abattus par Jeremy fils adoptif de Nevill et June. |
| Stephen Cameron, la mort au tournant                 | Sur la M25 près de Swanley (Angleterre) 19 mai 1996 Stephen Cameron 21 ans est poignardé par le criminel Kenneth Noye (en) après un accident de voiture. 28 août 1998 Noye est arrêté à Barbate (Espagne). |
| Titre ?                                              | ? |